# Estudiantes de La Plata
Club Estudiantes de La Plata je fotbalový klub hrající 1. argentinskou fotbalovou ligu. Sídlí ve městě La Plata.
K úspěchům klubu patří:
- šest vítězství v nejvyšší argentinské fotbalové soutěži (Primera División, různé názvy v jednotlivých ročnících): 1913 FAF, 1967 Metropolitano, 1982 Metropolitano, 1983 Nacional, 2006 Apertura, 2010 Apertura
- čtyřikrát vyhrál klub Pohár osvoboditelů (ročníky 1968, 1969, 1970, 2009), jednou Interkontinentální pohár (1968) a jednou Copa Interamericana (1968)